# Pseudmecynostmum bruneum
Pseudmecynostmum bruneum är en plattmaskart som beskrevs av Jürgen Dörjes 1968. Pseudmecynostmum bruneum ingår i släktet Pseudmecynostmum, och familjen Mecynostomidae. Arten är reproducerande i Sverige.